# 闽江
闽江，旧称建江，是中国福建省境内的最大河流。全长577公里，流域面积60992平方公里，约占全省面积一半。

## 流域
闽江上游有三源：

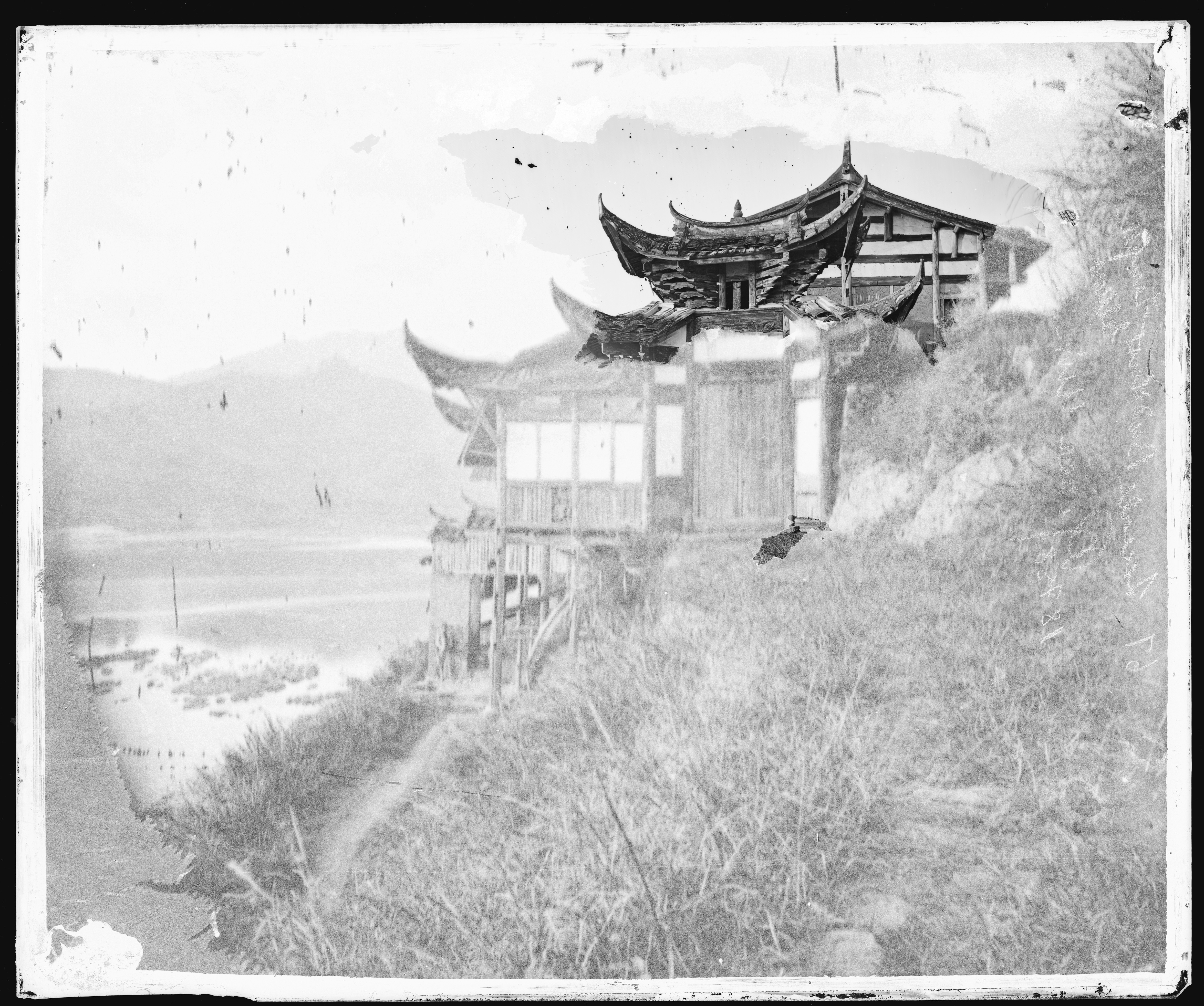
1870/1871年闽江边

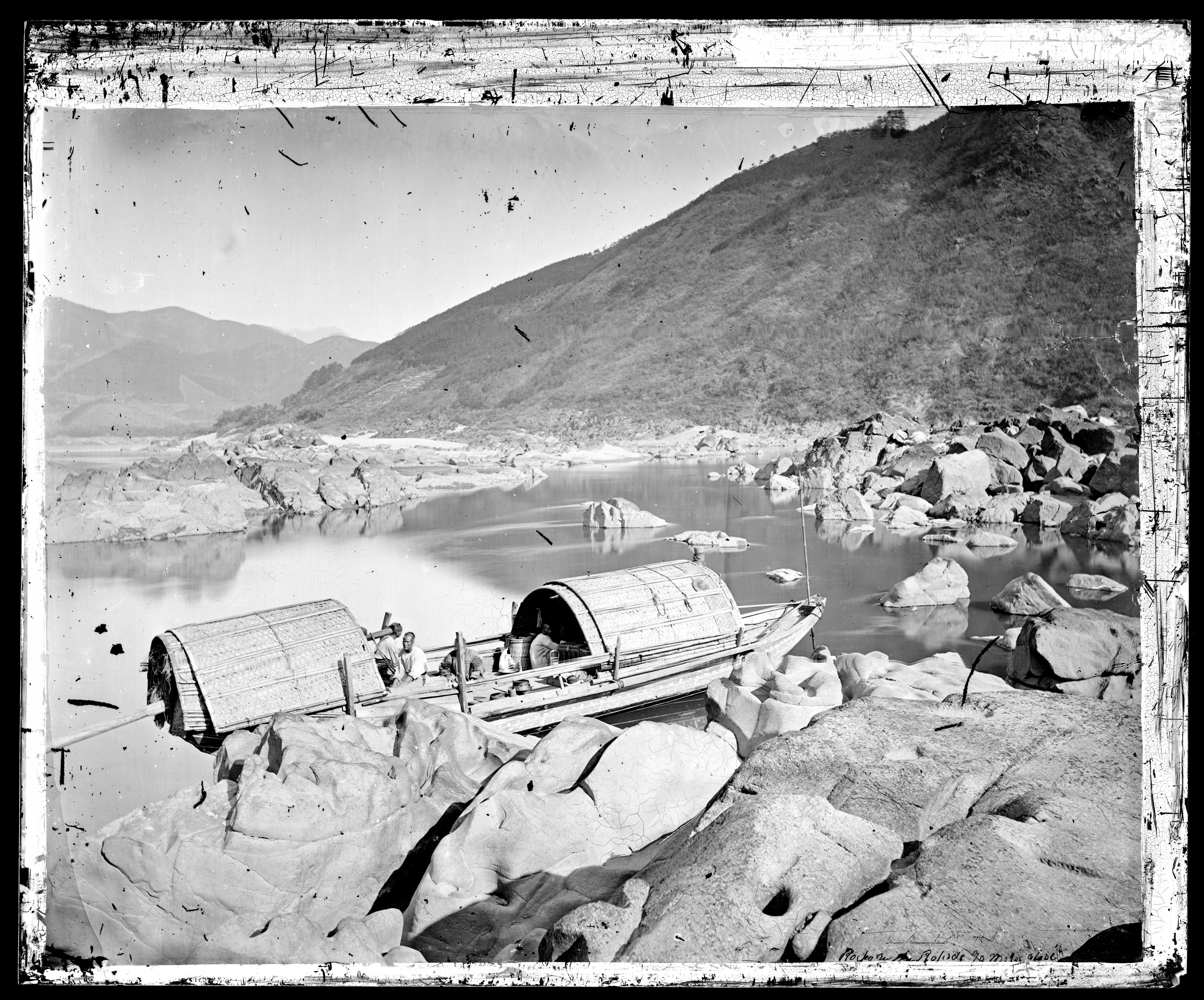
1870/1871年闽江边

- 北源建溪，出自武夷山与仙霞岭接界处的三尖峰西麓，称南浦溪，至建瓯丰乐与来自武夷山市的崇阳溪相汇，往南至建瓯有松溪汇入始称建溪。
- 中源富屯溪，出自赣、闽交界的光泽县交溪口，经邵武到顺昌与金溪相汇。
- 南源沙溪，上游九龙溪，发源于福建省宁化县，经清流、永安与西南来的支流相汇，经三明、沙县至南平的沙溪口，与来自西北的富屯溪相汇，然后经南平市与建溪汇合后始称闽江。

闽江自西北向东南方向流经福建省中北部，在福州南台岛淮安附近分南北两支（北仍称闽江或白龙江，南称乌龙江），至罗星塔再度匯合，折向东北，在马尾区亭江附近又分为两支（长门水道、梅花水道），绕琅岐岛注入台湾海峡。
支流有尤溪、古田溪、大樟溪等。上游干支流均循地质构造线或横切地质构造线、多直角相交成方格状水系。

## 水文

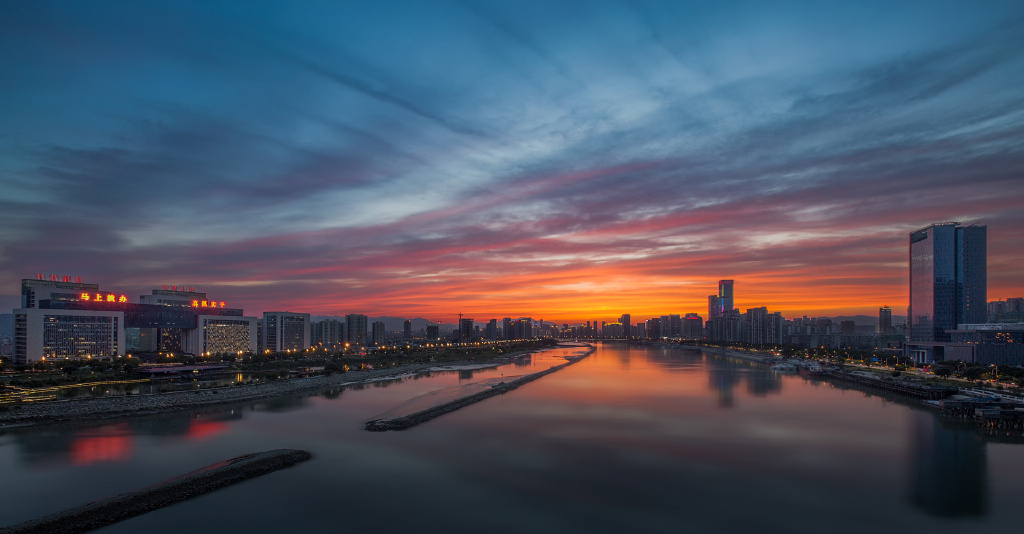
2017年閩江福州段

闽江流域降水丰沛，水量与黄河流域的水量相近，居全国第七位。流域年径流总量达623.70亿立方米，径流年际变化比较稳定，为重要水运通道。闽江源短流急，平均约三年就要发生一次超2万立方米每秒的较大洪水。中、上游滩多水急，水力资源丰富，理论蕴藏量641.8万千瓦，占全省河流水力资源理论蕴藏量的60%。可开发水力装机容量约468万千瓦。目前闽江流域已建成大中型水电站 23个，装机容量达316万千瓦。其中水口水电站装机容量140万千瓦，为华东地区最大的常规电站。
闽江洪水就暴雨成因而论，主要有梅雨型和台风雨型两种。梅雨型洪水是中纬度天气系统和低纬度天气系统相互作用的结果，主要是由锋面暴雨所形成的，出现时间一般是4～6月，谓之前汛期洪水。台风雨型洪水是由台风天气系统的暴雨所形成的，出现时间多在7～9月，谓之后汛期洪水。

## 桥梁

### 福州段
- 淮安大桥
- 洪山桥
- 金山大桥
- 尤溪洲大桥
- 解放大桥（闽江一桥）
- 闽江大桥（闽江二桥）
- 鳌峰大桥（闽江三桥）
- 三县洲大桥（闽江四桥）
- 鼓山大桥
- 魁岐大桥
- 福厦铁路闽江特大桥
- 三江口大桥
- 青洲大桥
- 琅岐闽江大桥
- 长门大桥
- 道慶洲大桥

## 支流

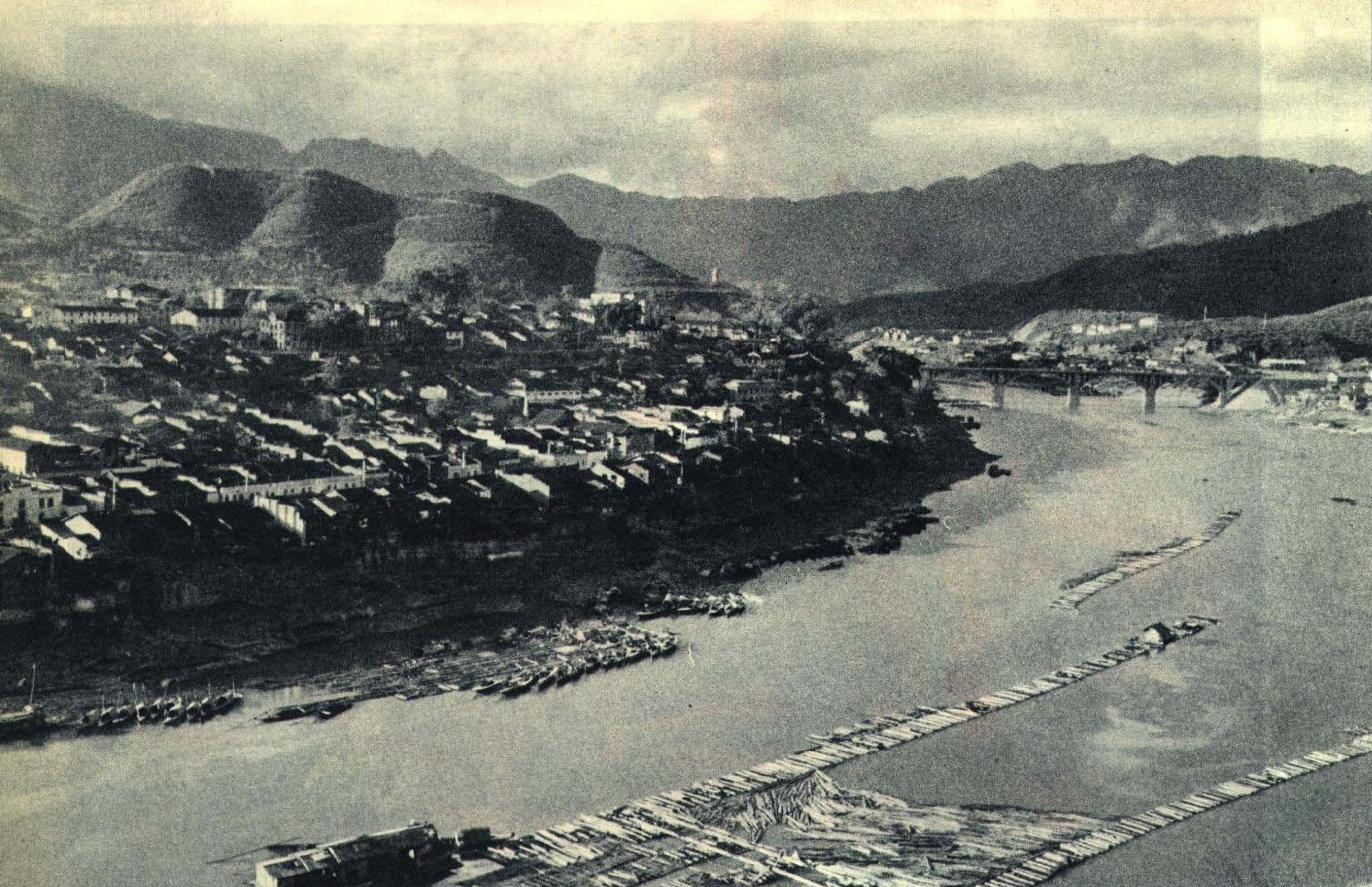
1962年 闽江旁的福建南平

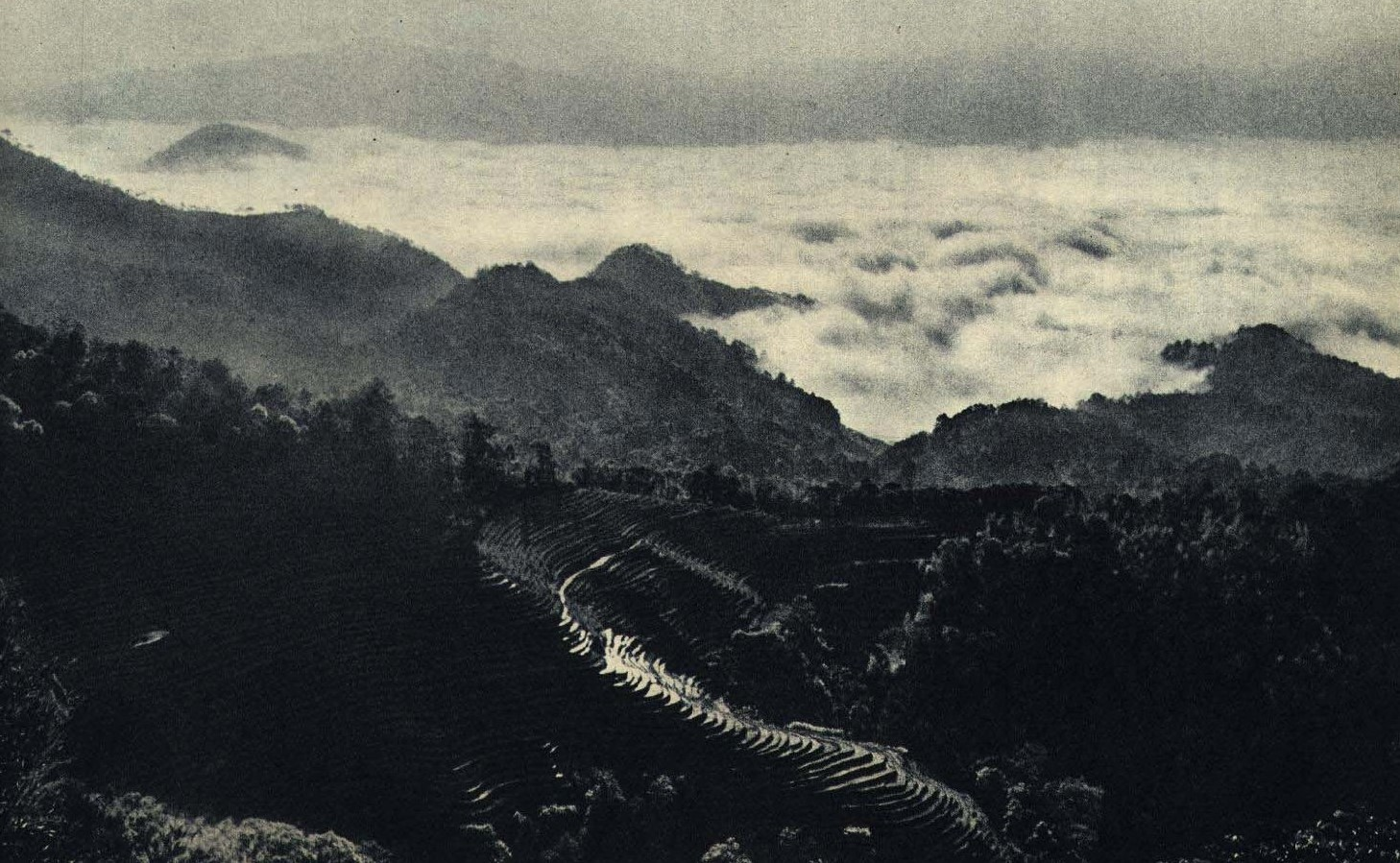
1962年 闽江梯田

南平以上
沙溪、富屯溪、崇阳溪、麻阳溪、南浦溪、松溪、建溪。
南平以下
尤溪、古田溪、梅溪、大樟溪。

## 沿岸城市
闽江流经福建省的35个县市，沿岸主要城市有：邵武市、武夷山市、建阳区、建瓯市、永安市、三明市、南平市、福州市。

## 航运
2021年底闽江水口进行试通航，标志着福州-南平-三明等地区可全天候通航，不再受到河床下沉的干扰。

## 生态
2022年福州、泉州、三明、莆田、南平、龙岩、宁德七地市共同决定联手保护闽江生态与执法。

## 参看
- 闽江公园